# Bubnjić
Bubnjić dijeli bubnjište od zvukovoda. Zbog navlačenja manubrija čekića prema unutra, bubnjić ima ljevkast oblik. Mjesto na kojemu se manubrij čekića drži za bubnjić prilikom otoskopiranja vidi se kao stria mallearis. Ispod strije nalazi se najuvučeniji dio bubnjića, umbo membranae tympani. Iznad strije izbočuje se processus lateralis mallei koji se naziva prominentia mallearis. Manji dio bubnjića iznad prominencije naziva se pars flaccida membranae tympani (Shrapnellova membrana), za razliku od ostaloga napetoga dijela bubnjića, pars tensa. Bubnjić ima tri sloja. Vanjski sloj čini koža koja se nastavlja na kožu zvukovoda. Srednji sloj je stratum proprium koji se sastoji od sloja čvrstoga fibroznoga tkiva. Niti u vanjskome sloju postavljene su radijalno, a u unutarnjem cirkularno. Unutarnji sloj je epitel koji se nastavlja na epitel sluznice bubnjišta. Shrapnellova membrana nema srednji fibrozni sloj, pa tu koža izravno dodiruje sluznicu. 